# سیدی اوریاش
سیدی اوریاش (به عربی: سيدي أورياش) یک شهرداری در الجزایر است که در استان عین تموشنت واقع شده‌است. سیدی اوریاش ۶۴٫۲۱ کیلومتر مربع مساحت و ۶٬۰۸۲ نفر جمعیت دارد.